# Convoi de femmes (film, 1951)
Pour plus de détails, voir Fiche technique et Distribution.
Convoi de femmes (Westward the Women) est un western américain réalisé par William A. Wellman en 1951.

## Synopsis
En 1851, l'éleveur de bétail Roy Whitman, propriétaire d'un ranch en Californie, décide d'aller à Chicago « recruter » les femmes qui manquent à son domaine pour que ses hommes fondent une famille. Son chef de convoi Buck Wyatt l'accompagne. Les chariots conduits pas une centaine de femmes entament la longue route vers la Californie, semée d'embûches et d'épreuves. Pour commencer, les hommes recrutés par Buck à Chicago pour mener le convoi, s'enfuient bientôt avec quelques-unes des femmes, obligeant celles restées à prendre en main leur voyage, sous la férule de Buck qui ne cesse de les pousser au bout de leurs forces mais doit bien reconnaître leur courage et leur détermination.

## Fiche technique
- Titre original : Westward the Women
- Réalisation : William A. Wellman, assisté de Jerry Thorpe (non crédité)
- Scénario : Charles Schnee, d'après une histoire de Frank Capra
- Musique (non crédité) : Jeff Alexander (et mélodie To the West ! To the West ! de Henry Russell)
- Photographie : William C. Mellor
- Direction artistique : Cedric Gibbons et Daniel B. Cathcart
- Décors (plateau) : Edwin B. Willis et Ralph S. Hurst
- Costumes : Walter Plunkett
- Montage : James E. Newcom
- Production : Dore Schary
- Sociétés de production : Loew's Incorporated et Metro-Goldwyn-Mayer
- Sociétés de distribution : Metro-Goldwyn-Mayer
- Pays d'origine :  États-Unis
- Langues originales : anglais, italien, japonais, français, langue amérindienne
- Format : noir et blanc - 1,37:1 - 35 mm - mono (Western Electric Sound System)
- Date de sortie :
  - Royaume-Uni : 16 décembre 1951 (Londres) ; 4 février 1952 (sortie nationale)
  - États-Unis : 31 décembre 1951
  - France : 30 janvier 1953

## Distribution
- Robert Taylor : Buck Wyatt, l'éclaireur du convoi
- Denise Darcel : Fifi Danon, une actrice française, membre du convoi
- Hope Emerson : Patience Hawley, une femme de tête, membre du convoi
- John McIntire : Roy E. Whitman, le riche fermier commanditaire du convoi
- Julie Bishop (VF : Anne Caprile) : Laurie Smith, membre du convoi
- Lenore Lonergan : Maggie O'Malley, membre du convoi
- Henry Nakamura : Ito Kentaro, le cuisinier japonais du convoi
- Marilyn Erskine : Jean Johnson, membre du convoi
- Beverly Dennis : Rose Meyers, une institutrice, membre du convoi
- Renata Vanni : Antonia Maroni, une veuve italienne, membre du convoi
- Guido Martufi :  Antonio "Tony" Maroni, le petit garçon d'Antonia, membre du convoi
- Ted Adams : un barman
- Gene Roth : un barman
- Raymond Bond : le prédicateur
- John War Eagle : le chef indien
- Terry Wilson : Lon

Acteurs non crédités :
- Claire Carleton : une pionnière
- Chubby Johnson : Jim Stacey
- Kathleen O'Malley : une jeune pionnière

Cascades : 
- Jack N. Young : doublure de Robert Taylor